# Nadagarodes ceramata
Nadagarodes ceramata là một loài bướm đêm trong họ Geometridae.